# Guillaume Morvan
Guillaume Marie Morvan (Morlaix, 9 avril 1796 - Morlaix, 1er novembre 1881) est un navigateur français.

## Biographie
Entré dans la marine de guerre comme mousse en 1806, il participe à de nombreux combats et devient aspirant en 1812. En 1815, il passe dans la marine marchande comme second lieutenant et est nommé capitaine au long cours en 1820.
Il fait de nombreuses campagnes avant de partir en 1843 pour l'Océanie sur le trois-mâts Adolphe. Il s’installe alors à son compte et pratique le grand cabotage entre les Tonga, les Samoa et les Fidji. Il transporte alors des marchandises et des passagers d'île en île.  
Morvan est surtout connu pour avoir transporté plusieurs missionnaires. En mai 1844, il est, par exemple, chargé de conduire les pères Calinon, Bréhéret et Favier de Tahiti à Wallis et en août 1844, il amène sur ordre de Pierre Bataillon, les premiers missionnaires papistes du père Bréhéret de Wallis aux Fidji. 
En 1852, il quitte le Pacifique et se retire dans sa ville natale où il devient capitaine du port.

## Distinction
- Chevalier de la Légion d'honneur, 31 décembre 1853[1].

## Œuvres
Si Morvan n'a pas publié, son journal de bords, encore inédit, a été largement utilisé en 1932 par le père Mangeret pour la rédaction de son biographie sur Pierre Bataillon, La vie de Mgr Bataillon, premier vicaire apostolique de l'Océanie et par A. Monfat en 1923 pour son ouvrage Les premiers missionnaires des Samoa. 